# Вејнсов дујкер
Вејнсов дујкер (лат. Cephalophus weynsi) је врста дујкера. 

## Угроженост
Ова врста је наведена као последња брига, јер има широко распрострањење и честа је врста.

## Распрострањење
Ареал врсте покрива средњи број држава. 
Присутна је у следећим државама: Судан, ДР Конго, Кенија, Танзанија, Бурунди, Руанда и Уганда.

## Станиште
Станишта врсте су шуме и саване. 